# Кардин, Эжен
Эжен Карди́н (фр. Eugène Cardine; 11 апреля 1905, Courseulles-sur-Mer, деп. Кальвадос — 24 января 1988, Солем, деп. Сарта) — французский монах-бенедиктинец, филолог, музыковед
-медиевист. Родоначальник палеографического изучения григорианского хорала по его невменным памятникам (так называемой григорианской семиологии) — метода, принятого ныне медиевистами повсеместно.

## Очерк жизни и научной деятельности
Принял монашеский постриг в Солемском аббатстве 29.6.1930, рукоположен в священники там же 2.9.1934. Учился церковному пению непосредственно в монастыре. В 1940-52 регент церковного хора в аббатстве. В 1952-84 преподавал в должности «профессора григорианской палеографии» в Папском институте церковной музыки (Рим), в разные годы также — в Папской высшей музыкальной школе, в учебных заведениях Сант-Ансельмо и Collegium Germanicum (там же). Член литургической комиссии Второго Ватиканского собора. С 1984 жил на родине, в Солемском аббатстве.
Основной труд Кардина — пособие «Григорианская семиология» (лат. Semiologia gregoriana), опубликованное в 1968 г. по его лекциям и семинарам в Папском институте духовной музыки. Книга переведена на французский, немецкий, английский, испанский, голландский, польский языки. Как музыковед, особое внимание уделял проблеме ритма в григорианской монодии. Разрыв невмы он интерпретировал как указание на удлинение последней в группе длительности, аргументируя свою гипотезу, в том числе, ретроспективным анализом одноимённых песнопений в памятниках модальной нотации XIII в. (ритм которых, в отличие от древнейших невменных рукописей хорала, достаточно точно расшифровывается).
Кардин — редактор сборника песнопений григорианской мессы «Невмированный градуал» (1966), представляющего собой репринтное воспроизведение Римского градуала (Graduale Romanum) 1908 г. в (обычной) римской квадратной нотации, с добавлением одной (преимущественно санкт-галленской) «оригинальной» невменной версии.

## Избранные труды
- Semiologia gregoriana. Roma: Pontificio istituto di musica sacra, 1968 (оригинал; итал. язык)
  - Sémiologie grégorienne. Solesmes, 1970 (перевод на фр.);
  - Semiología gregoriana. Burgos, 1982 (перевод на исп.);
  - Gregorian semiology. Solesmes, 1982 (перевод на англ.);
  - Semiologie van het Gregoriaans. Sint Odiliënberg, 1991 (перевод на голл.);
  - Semiologia gregoriana. Barcelona, 1997 (перевод на каталонский);
  - Gregorianische Semiologie. Solesmes, 2003 (перевод на немецкий);
  - Semiologia gregoriańska. Kraków, 2005 (перевод на польский).
- L’interprétation traditionnelle du chant grégorien // Katholische Kirchenmusik II. Wien, 1954, pp. 105–10;
- Neumes et rythme // Congrès de musique sacrée III. Paris, 1957, pp. 264–76;
- Le chant grégorien est-il mesuré? // Études grégoriennes, 6 (1963), pp. 7–38;
- Primo anno di canto gregoriano. Roma, 1970;
- La notation du chant grégorien aux XVIIe-XIXe s. // Anuario Musical, 43 (1988), pp. 9–33;
- (редактирование) Graduel neumé. Solesmes, 1966.